# Erik L'Homme

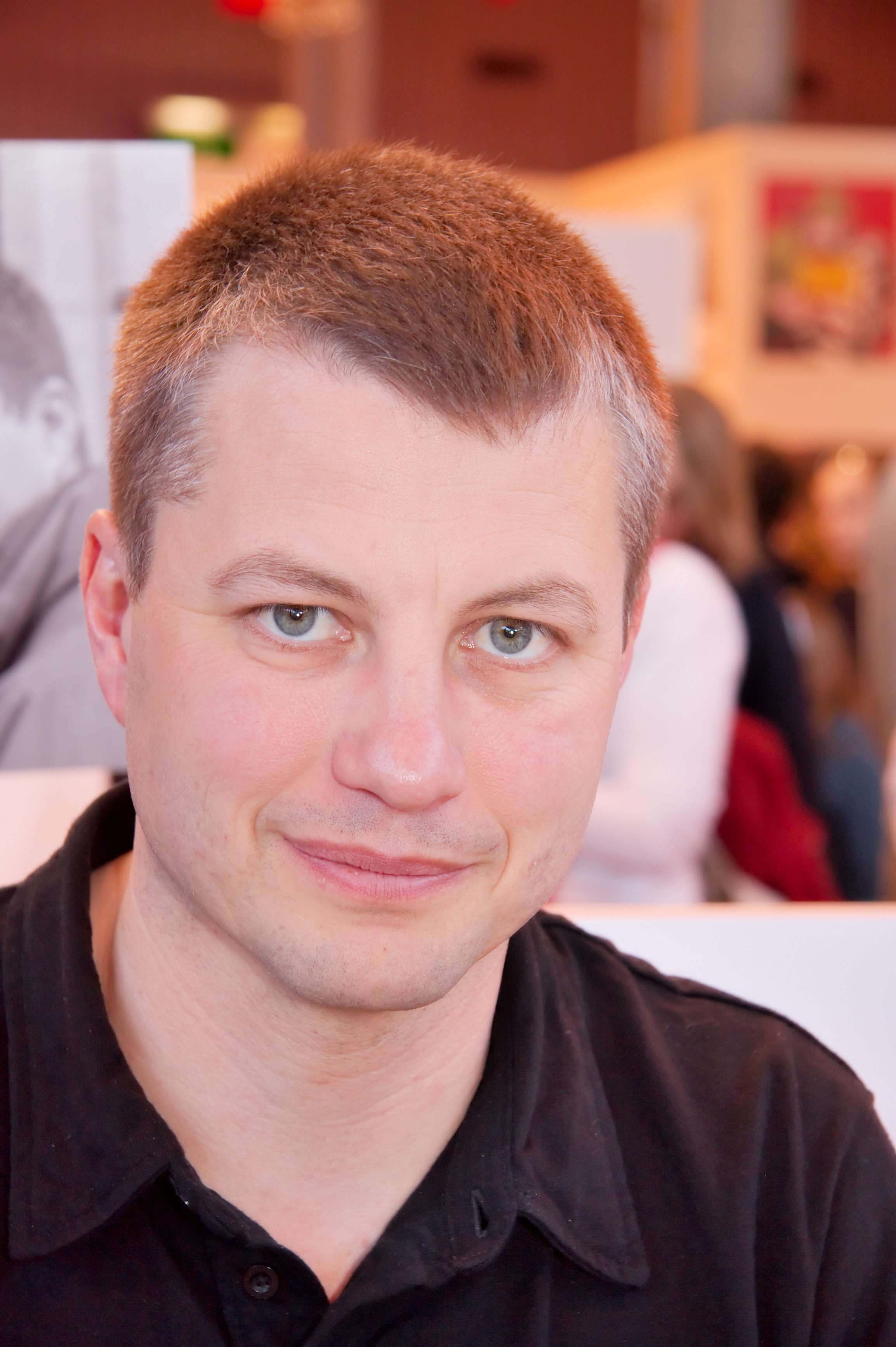
Erik L'Homme

Erik L'Homme (Grenoble, 22 december 1967) is een Franse schrijver.
Sinds het begin van de jaren negentig schreef L'Homme een tiental jeugdromans, waarvan er meerdere werden bekroond.
Van de trilogie Le livre des étoiles (Het boek van de sterren) bestaat onder meer een Duitse en een Engelse vertaling.
Tot nu toe werd nog geen van zijn boeken in het Nederlands vertaald.

## Werken
- 2001 : Le Livre des étoiles, deel 1 : Qadehar le sorcier, (Gallimard Jeunesse), Parijs, ISBN 2-07-053937-7
- 2002 : Le Livre des étoiles, deel 2 : le Seigneur Sha, (Gallimard Jeunesse), Parijs, ISBN 2-07-053941-5
- 2003 : Le Livre des étoiles, deel 3 : le Visage de l'Ombre, (Gallimard Jeunesse), Parijs, ISBN 2-07-055271-3
- 2004 : Maîtres des brisants, deel 1 : Chien-de-la-lune, (Gallimard Jeunesse), Parijs, ISBN 978-2070559282
- 2005 : Maîtres des brisants, deel 2 : Le Secret des abîmes, (Gallimard Jeunesse), Parijs, ISBN 978-2070511518
- 2009 : Maîtres des brisants, deel 3 : Seigneurs de guerre, (Gallimard Jeunesse), Parijs, ISBN 2-07-062390-4
- 2005 : Contes d'un royaume perdu, (Gallimard Jeunesse), ISBN 978-2070552979
- 2006 : Phænomen, deel 1, 2 en 3, (Gallimard Jeunesse), ISBN 978-2070575367
- 2010 : Des pas dans la neige, aventures au Pakistan, (Gallimard Jeunesse)
- 2014 : Le regard des princes à minuit, (Gallimard Jeunesse) ISBN 978-2-07-065840-4

- Bibsys: 1063
- Biblioteca Nacional de España: XX1159278
- Bibliothèque nationale de France: cb13524149f (data)
- Gemeinsame Normdatei: 129335118
- International Standard Name Identifier: 0000 0001 2132 9778
- Library of Congress Control Number: n99045802
- Nationale Bibliotheek van Tsjechië: xx0034607
- Nationale bibliotheek van Australië: 42312736
- Nationale Bibliotheek van Israël: 987012502668605171
- Nationale Bibliotheek van Polen: a0000001283064
- Nederlandse Thesaurus van Auteursnamen: 419373071
- Réseau des bibliothèques de Suisse occidentale: 02-A005997661
- Système universitaire de documentation: 050312413
- Trove: 1457486
- Virtual International Authority File: 51848982
- WorldCat: E39PBJxMp4vCTDt4YjxDm6Xw4q